# Ludwig Kumlien
Aaron Ludwig Kumlien, född den 15 mars 1853 i Jefferson County, Wisconsin, död den 4 december 1902 i Milton, Wisconsin, var en amerikansk iktyolog och ornitolog. Han var son till Thure Kumlien. 
Kumlien medföljde som zoolog Howgates arktiska expedition 1877–1878, varunder han gjorde rika samlingar, beskrivna i Contributions to the natural history of Arctic America, och var 1879-91 anställd i regeringens tjänst vid fiskeriundersökningen samt lämnade viktiga bidrag till det monumentala verket "North American food fishes". Åren 1891–1902 var Kumlien professor i naturvetenskap och fysik vid Milton College. Postumt utkom Birds of Wisconsin (1903).